# Lockie Leonard
Lockie Leonard est une série télévisée australienne en 52 épisodes de 24 minutes créée par Tim Winton et diffusée entre le 19 juin 2007 et le 27 juillet 2010 sur Nine Network.
En France, la série a été diffusée à partir du 1er septembre 2007 sur France 2.

## Synopsis
Lockie Leonard, 12 ans trois quarts, amoureux du surf, se retrouve propulsé dans un des coins les plus reculés de l’Australie quand son père policier (et poète à ses heures) est nommé à Angelus. Pour lui c’est l’horreur totale.
Il va falloir apprendre à se réinventer dans cet univers du bout du monde dans une maison qui s’enfonce lentement dans les marécages, avec un frère de huit ans qui mouille encore son lit, bébé Blob qui grignote le lino à longueur de journée et des parents particulièrement atypiques.
Mais il y a la très belle et étonnante Vicki, qui va lui voler son cœur pour de bon et le collège d’Angelus où il va se lier d’une formidable amitié avec Egg, le rocker hard, fils du révérend.
Et puis, il y a toutes ces aventures folles, drôles, décalées. Et surtout, il y a la mer à n’en plus finir et le surf.

## Origine
La série télévisée a été tirée d'une série de livres pour adolescents de Tim Winton parue en France chez l'École des loisirs, dans la collection Medium, sous les titres suivants :
– L'Amour est la septième vague (1998) ;
– Demain et le Jour Suivant (2001) ;
– Tu es une légende (2003).

## Fiche technique
- Producteur : Kylie Du Fresne
- Producteurs exécutifs : Rosemary Blight, Jo Horsburgh, Ben Grant, Bernadette O'Mahony et Jo Rooney
- Producteur associé : Nicole O'Donohue
- Coproducteur : Tony Tilse
- Réalisateurs : Roger Hodgman, James Bogle, Peter Templeman, Wayne Blair et Tony Tilse
- Scénaristes : Keith Thompson, Tim Pye, Ken Kelso, Tim Winton, Michael Miller, Shelley Birse, Matt Ford, David Ogilvy, Leeanne Innes, Drew Proffitt et Matt Ford
- Casting : Jenni Cohen
- Musique : Daniel Denholm et Trent Williamson
- Décors : Christine Lynch
- Costumes : Sarah Jameson et Susi Rigg

## Distribution

### Acteurs principaux
- Sean Keenan : Lachlan « Lockie » Leonard
- Clarence Ryan : Geoffrey « Egg » Eggleston
- Gracie Gilbert : Victoria Anne « Vicki » Streeton
- Briony Williams (VF : Gaëlle Savary) : Joy Leonard
- Rhys Muldoon : Sarge Leonard
- Corey McKernan : Philip Leonard
- Georgia Schober et Ella Maddy : Blob (saison 1)

### Acteurs secondaires
- Richard Mellick : Barry Streeton (saisons 1 à 2)
- Christie Sistrunk : Sally Streeton (saisons 1 à 2)
- Mitchell Page : Colin Streeton (saisons 1 à 2)
- Trevor Jamieson : le révérend Eggleston (saisons 1 à 2)
- Della Rae Morrison : Mme Eggleston (saisons 1 à 2)
- Verity Gorman : Sasha (saisons 1 à 2)
- Melanie Munt (VF : Laurence Mongeaud) : Lisa (saison 1)

## Épisodes
| Série | Episodes | Première (US) | Dernière (US)   | Première (FR) | Dernière (FR) |
| ----- | -------- | ------------- | --------------- | ------------- | ------------- |
| 1     | 26       | 14 avril 2007 | 17 mai 2007     |               |               |
| 2     | 26       | 22 juin 2010  | 27 juillet 2010 |               |               |

### Première saison (2007)
1. La Torpille humaine (The Human Torpedo)
2. Une rentrée mouvementée (Stormy Mondays)
3. Le Petit Livre Vert (Lockie Chickens Out)
4. Tricher ou pas ? (To Cheat or Not to Cheat)
5. Cyril (Cyril)
6. Le Grand Chambardement (A Water Feature)
7. Le Match décisif (Match of the Day)
8. Le Grand Jour (The Details)
9. La Normalité ou l'Anormalité (Weird Genes)
10. Miracles (Miracles)
11. Le Baiser (X Marks the Dot)
12. Une Vie de Chien (Dog Days)
13. L'Art Délicat de la Rupture (It's Not You, It's Me)
14. Dites-le avec des Rimes (Pure Poetry)
15. C'est quoi l'Amour ? (The Ladder of Love)
16. Le Bal (Brothers)
17. Petits Mensonges & Gros Bobards (Swamp Rat)
18. Affronte ta Peur (Face the Fear)
19. La Surprise (Lockie Takes the Cake)
20. La Séparation (The Clock's Tickin)
21. Des Hauts & des Bas (Zig Zag Hill)
22. Anges & Monstres (Angels and Monsters)
23. Les Briseurs de Morosité (Boredom Busters)
24. Tempête sur Angelus (Barry goes Pop)
25. L'Effet Domino (The Domino Effect)
26. Joyeux Noël (Joy... To The World)

### Deuxième saison (2010)
1. Titre français inconnu (New and Improved)
2. Titre français inconnu (The X Factor)
3. Titre français inconnu (Bubble Trouble)
4. Titre français inconnu (Pick a Winner)
5. Titre français inconnu (Life Map
6. Titre français inconnu (Total Eclipse)
7. Titre français inconnu (The Silence of the Frogs)
8. Titre français inconnu (The Information Age)
9. Titre français inconnu (Time and Tide)
10. Titre français inconnu (It Happens)
11. Titre français inconnu (Snake Hide Oil)
12. Titre français inconnu (The Big Questions)
13. Titre français inconnu (The Party)
14. Titre français inconnu (Enter the Mermaid)
15. Titre français inconnu (A Head of the Team)
16. Titre français inconnu (Cure for Stings)
17. Titre français inconnu (A Musical Moment)
18. Titre français inconnu (Laugh with the Leonards)
19. Titre français inconnu (Aliens in Angelus)
20. Titre français inconnu (Buried Treasure)
21. Titre français inconnu (Second Best in Show)
22. Titre français inconnu (I, Monster)
23. Titre français inconnu (Trixie Wants to Party)
24. Titre français inconnu (Not So Perfect Storm)
25. Titre français inconnu (Crimes of the Heartless)
26. Titre français inconnu (Legend)

## Diffusion

### Syndication Mondiale
| Pays        | Chaînes      |
| ----------- | ------------ |
| Australie   | Nine Network |
| Canada      | BBC Kids     |
| États-Unis  | Disney XD    |
| France      | France 2     |
| Royaume-Uni | CBBC         |

## Vidéos

### Zone 2 (France)
Pour l'instant, aucune sortie en France n'est prévue.

### Zone 2 (Royaume-Uni)
| Série | Episodes | Support | Sortie          | Commentaires |
| ----- | -------- | ------- | --------------- | ------------ |
| 1     | 26       | DVD (3) | 19 juillet 2010 | Intégrale    |

## Récompenses
| Année | Prix                 | Résultat | Catégorie                               | Destinataire                  |
| ----- | -------------------- | -------- | --------------------------------------- | ----------------------------- |
| 2007  | AFI Award            | Remporté | Meilleure série dramatique pour enfants | Productrice : Kylie du Fresne |
| 2008  | Logie Award          | Remporté | Meilleur programme pour enfants         | Productrice : Kylie du Fresne |
| 2008  | Graham Kennedy Award | Nommé    | Meilleur nouveau talent                 | Acteur : Sean Keenan          |
| 2008  | Young Artist Award   | Nommé    | Meilleure performance dans une série TV | Acteur : Sean Keenan          |